# Xenotyphlops grandidieri
Famille
Genre
Espèce
Synonymes
- Typhlops grandidieri Mocquard, 1905
- Xenotyphlops mocquardi Wallach, Mercurio & Andreone, 2007

Statut de conservation UICN

 CR B1ab(iii)+2ab(iii) : 
En danger critique
Xenotyphlops grandidieri est une espèce de serpents de la famille des Xenotyphlopidae, le seul du genre des Xenotyphlops et de la famille des Xenotyphlopidae. 

## Répartition
Cette espèce est endémique de Madagascar.

## Description
L'holotype de Xenotyphlops grandidieri mesure 263 mm et dont le diamètre est d'environ 3,5 mm. Cette espèce est d'une teinte uniformément grisâtre.

## Taxinomie
Xenotyphlops mocquardi Wallach, Mercurio & Andreone, 2007 a été placé en synonymie par Wegener, Swoboda, Hawlitschek, Franzen, Wallach, Vences, Nagy & Hedges en 2013.

## Étymologie
Cette espèce est nommée en l'honneur d'Alfred Grandidier.

## Publications originales
- Mocquard, 1905 : Note préliminaire sur une collection de reptiles et de Batraciens offerte au Muséum par M. Maurice de Rothschild. Bulletin du Muséum National d'Histoire Naturelle, vol. 11, p. 285-288 (texte intégral).
- Vidal, Marin, Morini, Donnellan, Branch, Richard Thomas, Vences, Wynn, Cruaud & Hedges, 2010 : Blindsnake evolutionary tree reveals long history on Gondwana. Biology Letters, vol. 6, no 4, p. 558-561 (texte intégral)
- Wallach & Ineich, 1996 : Redescription of a rare Malagasy blind snake, Typhlops grandidieri Mocquard, with placement in a new genus (Serpentes: Typhlopidae). Journal of Herpetology, vol. 30, no 3, p. 367-376.